# North East Island National Park
North East Island National Park är en park i Australien. Den ligger i delstaten Queensland, omkring 700 kilometer nordväst om delstatshuvudstaden Brisbane. Den ligger på ön North East Island.
Trakten är glest befolkad. Det finns inga samhällen i närheten.
Savannklimat råder i trakten. Genomsnittlig årsnederbörd är 1 186 millimeter. Den regnigaste månaden är februari, med i genomsnitt 284 mm nederbörd, och den torraste är september, med 3 mm nederbörd.